# Edward Zakayo
Edward Pingua Zakayo (né le 25 novembre 2001 à Narok) est un athlète kényan, spécialiste des courses de fond.

## Biographie
Médaillé d'argent du 3 000 mètres lors des championnats du monde jeunesse de 2017, à Nairobi, il participe aux Jeux du Commonwealth de 2018, à Gold Coast et remporte, à seize ans seulement, la médaille de bronze du 5 000 mètres, derrière l'Ougandais Joshua Cheptegei et le Canadien Mohammed Ahmed.

## Palmarès
| Date | Compétition                    | Lieu       | Résultat | Épreuve | Temps          |
| ---- | ------------------------------ | ---------- | -------- | ------- | -------------- |
| 2017 | Championnats du monde cadets   | Nairobi    | 2e       | 3 000 m | 8 min 33 s 88  |
| 2018 | Jeux du Commonwealth           | Gold Coast | 3e       | 5 000 m | 13 min 54 s 06 |
| 2018 | Championnats du monde juniors  | Tampere    | 1er      | 5 000 m | 13 min 20 s 16 |
| 2018 | Championnats d'Afrique         | Asaba      | 1er      | 5 000 m | 13 min 48 s 58 |
| 2019 | Championnats d'Afrique juniors | Abidjan    | 1er      | 5 000 m | 13 min 13 s 06 |
| 2019 | Jeux africains                 | Rabat      | 2e       | 5 000 m | 13 min 31 s 40 |

## Records
| Épreuve | Temps         | Lieu | Date        |
| ------- | ------------- | ---- | ----------- |
| 5 000 m | 13 min 3 s 19 | Rome | 6 juin 2019 |